# New Lebanon (Ohio)
New Lebanon és una població dels Estats Units a l'estat d'Ohio. Segons el cens del 2000 tenia 4.231 habitants.

## Demografia
Segons el cens del 2000, New Lebanon tenia 4.231 habitants, 1.574 habitatges, i 1.166 famílies. La densitat de població era de 816,8 habitants per km².
Dels 1.574 habitatges en un 37,2% hi vivien nens de menys de 18 anys, en un 56,9% hi vivien parelles casades, en un 13% dones solteres, i en un 25,9% no eren unitats familiars. En el 23% dels habitatges hi vivien persones soles el 9,5% de les quals corresponia a persones de 65 anys o més que vivien soles. El nombre mitjà de persones vivint en cada habitatge era de 2,61 i el nombre mitjà de persones que vivien en cada família era de 3,07.
Per edats la població es repartia de la següent manera: un 28,4% tenia menys de 18 anys, un 7,2% entre 18 i 24, un 29,8% entre 25 i 44, un 20,3% de 45 a 60 i un 14,3% 65 anys o més.
L'edat mediana era de 35 anys. Per cada 100 dones de 18 o més anys hi havia 87,1 homes.
La renda mediana per habitatge era de 40.801 $ i la renda mediana per família de 44.063 $. Els homes tenien una renda mediana de 32.188 $ mentre que les dones 25.057 $. La renda per capita de la població era de 16.718 $. Aproximadament el 3,3% de les famílies i el 5,4% de la població estaven per davall del llindar de pobresa.

## Poblacions més properes
El següent diagrama mostra les poblacions més properes.